# Розум і почуття (фільм)
«Розум і почуття» (англ. Sense and Sensibility) — британсько-американська мелодрама режисера Енга Лі, що вийшла 1995 року. У головних ролях Емма Томпсон, Алан Рікман, Кейт Вінслет. Стрічку створено на основі однойменного роману Джейн Остін.
Уперше фільм продемонстрували 13 грудня 1995 року у США. В Україні у широкому кінопрокаті фільм не показувався. Український переклад зробила компанія Так Треба Продакшн на замовлення каналу Інтер, на якому цей фільм транслювався.

## Сюжет
На смертному одрі Містер Дешвуд каже своєму синові від першого шлюбу Джону, щоб той доглядав за мачухою і його зведеними сестрами Марґарет, Елінор і Маріанною. Проте послухавши намовлянь своєї дружини Фанні, Джон заселяється у будинок батька, чим змушує сестер шукати собі житло.

## Творці фільму

### У ролях
| Актор          | Роль                                                     |
| -------------- | -------------------------------------------------------- |
| Емма Томпсон   | Елінор Дешвуд, сестра Марґарет і Маріанни                |
| Алан Рікман    | Брендон, полковник                                       |
| Кейт Вінслет   | Маріанна Дешвуд, сестра Марґарет і Елінор                |
| Г'ю Грант      | Едвард Феррарс, брат Фанні                               |
| Гаррієт Волтер | Фанні, дружина Джона                                     |
| Джеймс Фліт    | Джон, син Містера Дешвуда від першого шлюбу              |
| Том Вілкінсон  | Містер Дешвуд, батько Джона, Марґарет, Елінор і Маріанни |
| Міріам Франсуа | Марґарет Дешвуд, сестра Маріанни і Елінор                |
| Роберт Гарді   | сер Джон Мідлтон                                         |
| Імелда Стонтон | Шарлотта Палмер                                          |
| Г'ю Лорі       | містер Палмер, чоловік Шарлотти                          |

### Знімальна група
- Кінорежисер — Енг Лі
- Сценарист — Емма Томпсон
- Кінопродюсери — Ліндсі Доран
- Виконавчий продюсер — Сідні Поллак
- Композитор — Патрік Дойл
- Кінооператор — Майкл Колтер
- Кіномонтаж — Тім Сквірес
- Підбір акторів — Мішель Ґіш
- Художник-постановник — Лучіана Аррігі
- Артдиректори — Філіп Елтоні й Ендрю Сандерс
- художники по костюмах — Дженні Бівен, Джон Брайт[6].

## Сприйняття

### Оцінки
Фільм отримав схвальні відгуки: Rotten Tomatoes дав оцінку 98 % на основі 55 відгуків від критиків (середня оцінка 8/10) і 90 % від глядачів зі середньою оцінкою 3,8/5 (130 038 голосів). Загалом на сайті фільм має схвальні оцінки, фільму зарахований «стиглий помідор» від кінокритиків і «попкорн» від глядачів, Internet Movie Database — 7,7/10 (74 226 голосів), Metacritic — 84/100 (21 відгук критиків) і 8,4/10 від глядачів (58 голосів). Загалом на цьому ресурсі від критиків і від глядачів фільм отримав схвальні відгуки.

### Касові збори
Під час допрем'єрного показу у США, що розпочався 15 грудня 1995 року, протягом першого тижня фільм показали у 70 кінотеатрах і він зібрав 721 341 $. Під час прем'єрного показу у США, що розпочався 26 січня 1996 року, протягом першого тижня фільм показали у 608 кінотеатрах і він зібрав 2 907 705 $, що на той час дозволило йому зайняти 8 місце серед усіх прем'єр. Фільм зібрав у прокаті у США 43 182 776 доларів США (за іншими даними 42 975 897 $), а у решті світу 91 400 000 $ (за іншими даними 92 000 000 $), тобто загалом 134 582 776 доларів США (за іншими даними 134 975 897 $) при бюджеті 16 млн доларів США.

### Нагороди й номінації
Стрічка отримала 76 номінації, з яких перемогла у 32.
| Нагороди і номінації фільму «Розум і почуття» | Нагороди і номінації фільму «Розум і почуття» | Нагороди і номінації фільму «Розум і почуття» | Нагороди і номінації фільму «Розум і почуття» | Нагороди і номінації фільму «Розум і почуття» |
| Рік                                           | Нагорода                                      | Категорія                                     | Номінант                                      | Результат                                     |
| --------------------------------------------- | --------------------------------------------- | --------------------------------------------- | --------------------------------------------- | --------------------------------------------- |
| 1996                                          | 68-а церемонія вручення нагороди «Оскар»      | Найкраща акторка                              | Емма Томпсон                                  | Номінація                                     |
| 1996                                          | 68-а церемонія вручення нагороди «Оскар»      | Найкращий фільм                               | стрічка                                       | Номінація                                     |
| 1996                                          | 68-а церемонія вручення нагороди «Оскар»      | Найкращий адаптований сценарій                | Емма Томпсон                                  | Перемога                                      |
| 1996                                          | 68-а церемонія вручення нагороди «Оскар»      | Найкраща музику до фільму                     | Патрік Дойл                                   | Номінація                                     |
| 1996                                          | 68-а церемонія вручення нагороди «Оскар»      | Найкращий оператор                            | Майкл Колтер                                  | Номінація                                     |
| 1996                                          | 68-а церемонія вручення нагороди «Оскар»      | Найкращий дизайн костюмів                     | Дженні Бівен і Джон Брайт                     | Номінація                                     |
| 1996                                          | 68-а церемонія вручення нагороди «Оскар»      | Найкраща акторка другого плану                | Кейт Вінслет                                  | Номінація                                     |

### Виноски
1. 1 2  Sense and Sensibility: Release Info (англ.). Internet Movie Database. Архів оригіналу за 7 березня 2016. Процитовано 13 січня 2016.
2. 1 2  Cliff Mills. Ang Lee. — Infobase Publishing, 2009. — С. 69.
3. 1 2 3 4  Sense and Sensibility (англ.). Box Office Mojo. Архів оригіналу за 2 лютого 2016. Процитовано 13 січня 2016.
4. 1 2 3 4  Sense and Sensibility (1995) (англ.). The Numbers. Архів оригіналу за 4 листопада 2015. Процитовано 13 січня 2016.
5. ↑  Sense and Sensibility (1995) (англ.). AllMovie. Архів оригіналу за 30 жовтня 2016. Процитовано 13 січня 2016.
6. 1 2  Sense and Sensibility: Full Cast & Crew (англ.). Internet Movie Database. Архів оригіналу за 23 лютого 2015. Процитовано 13 січня 2016.
7. ↑  Sense and Sensibility (англ.). Rotten Tomatoes. Архів оригіналу за 24 жовтня 2013. Процитовано 13 січня 2016.
8. ↑  Sense and Sensibility (англ.). Internet Movie Database. Архів оригіналу за 12 січня 2016. Процитовано 13 січня 2016.
9. ↑  Sense and Sensibility (англ.). Metacritic. Архів оригіналу за 19 квітня 2012. Процитовано 13 січня 2016.
10. ↑  Sense and Sensibility: Awards (англ.). Internet Movie Database. Архів оригіналу за 28 січня 2016. Процитовано 13 січня 2016.